# Malachiteule
Die Malachiteule (Staurophora celsia), gelegentlich auch noch Rostkreuz genannt, ist ein Schmetterling (Nachtfalter) aus der Familie der Eulenfalter (Noctuidae).

## Merkmale
Die Falter erreichen eine Flügelspannweite von 36 bis 46 Millimeter. Diese Art ist so auffallend gekennzeichnet, dass es schwer ist, sie mit anderen Arten zu verwechseln. Die Vorderflügel zeigen große, grüne, unregelmäßig geformte Felder, die auf beiden Seiten durch scharf gezackte, braune Streifen getrennt sind. Außerdem weisen die Vorderflügel einen braunen Rand auf. Die Hinterflügel sind mittelbraun und weisen im Wurzel- und Innenbereich Aufhellungen auf.

## Lebensraum
Man findet die Malachiteule vor allem dort, wo die Böden Kalk und Sand enthalten. Man findet sie folglich in Nadel- und Laubmischwäldern (hier vor allem an den Rändern, in Schneisen oder auf Lichtungen), in Mooren und Heidegebieten, sowie selten auch in Auen, Gärten und Parkanlagen. Das Verbreitungsgebiet ist in den gemäßigten Zonen nur inselartig vertreten. Besonders häufig findet man die Art in der Lüneburger Heide, in Dänemark, in der Mark Brandenburg und etwas seltener auch in Bayern, in Tälern der Alpen und im Osten Ungarns. Im Norden findet man diese Art bis zum 64. Breitengrad. Vergeblich sucht man sie auch in England und im Nordwesten Europas. Im Gebirge findet man die Malachiteule nur in Tälern.

## Entwicklung
Die Flugzeit beginnt Anfang September und endet Anfang Oktober. Die Eier sind kugelig, hell gelb gefärbt und mit Längsrippen gezeichnet. Sie werden am Gras abgelegt, wo sie überwintern. Die Raupen findet man von Juni bis August. Sie sind walzenförmig und schmutzig weiß oder gelb gefärbt. Auf dem Rücken kann man die Rückengefäße durchschimmern sehen. Sie leben dicht am Boden, wo ihnen Grasbulten oder Wurzeln Schutz gewähren. Sie verpuppen sich auch am Boden in ihr dünnes Gespinst. Die Puppe besitzt am Hinterleib vier Dornen.

## Nahrung
Die Larve ernährt sich von verschiedenen Gräsern, z. B. von Landreitgras (Calamagrostis epigejos), Rasen-Schmiele (Deschampsia cespitosa), Borstgras (Nardus stricta) und Gewöhnlichem Ruchgras (Anthoxanthum odoratum), wo sie an den Wurzeln zu finden ist.